# FC Valenciennes

Altes Vereinslogo

Der Valenciennes Football Club (im Wappen immer noch Valenciennes-Anzin FC) ist ein französischer Fußballverein aus der Stadt Valenciennes im Département Nord; Anzin ist eine angrenzende Kleinstadt.

## Geschichte
Gegründet wurde er 1913 als Football Club de Valenciennes, ein Jahr später umbenannt in Union Sportive Valenciennes-Anzin (oder kurz USVA bzw. VA); so hieß der Verein bis zu seinem Konkurs 1996. Der Klub war Auslöser der „Affäre Tapie“ (in Frankreich meist als Affaire OM-VA bezeichnet): Bernard Tapie war damals Präsident von Olympique Marseille, das am Ende der Saison 1992/93 versucht hatte, durch Bestechung mehrerer Spieler von Valenciennes das Ergebnis des Meisterschaftsspiels (Endstand: 1:0 für OM) zu manipulieren.
1996 neu gegründet als Valenciennes Football Club, nennen ihn die Fans weiterhin VA, und auch von offizieller Seite wird Wert auf diese Kontinuität gelegt. Die Vereinsfarben sind weiterhin Rot und Weiß, und die Ligamannschaft spielte immer noch im mitten in der Stadt gelegenen, nach dem Flieger Charles Nungesser benannten Stade Nungesser, ehe sie im Sommer 2011 in das neue Stade du Hainaut umzog.
Vereinspräsident ist Jean-Raymond Legrand, der im Sommer 2011 den langjährigen Amtsinhaber Francis Decourrière ablöste; die erste Mannschaft des zu diesem Zeitpunkt stark abstiegsgefährdeten Zweitligisten trainierte seit Ende Februar 2015 David Le Frapper, der Ariël Jacobs ablöste. Seit Anfang 2016 ist der frühere Nationalspieler Faruk Hadžibegić (61 Länderspiele für Jugoslawien) Trainer in Valenciennes.

## Ligazugehörigkeit
Das an der Grenze zu Belgien gelegene nordfranzösische Bergbaurevier rund um Lens, Lille, Tourcoing, Roubaix und Valenciennes gehört zu den ganz frühen Hochburgen des französischen Fußballs. Erstklassig (Division 1, seit 2002 in Ligue 1 umbenannt) spielte der Klub 1935/36, 1937/38, 1944/45, 1956–1961, 1962–1971, 1972/73, 1975–1982, 1992/93 und – nachdem VA zweimal in Folge aufgestiegen war – wieder 2006–2014. Seit 2024 ist er nur noch Drittligist.

## Erfolge
- Französischer Meister: Fehlanzeige, bisher beste Platzierung war Tabellenrang 3 (1964/65 und 1965/66)
- Französischer Pokalsieger: bisher Fehlanzeige (aber Finalist 1951)

## Trainer
- Bruno Metsu (1993–1994)
- Dominique Corroyer (1996)
- Ludovic Batelli (1996–2000)
- Didier Ollé-Nicolle (2000–2003)
- Daniel Leclercq (2003–2005)
- Antoine Kombouaré (2005–2009)
- Philippe Montanier (2009–2011)
- Daniel Sanchez (2011–2013)
- Ariel Jacobs (2013–2014)
- Bernard Casoni (2014–2015)
- David Le Frapper (2015–2016)
- Faruk Hadžibegić (2016–2017)
- Réginald Ray (2017–2019)
- Olivier Guégan (2019–2021)
- Christophe Delmotte (2021–2022)
- Nicolas Rabuel (2022–2023)
- Ahmed Kantari (2023)
- Jorge Maciel (2023)
- Ahmed Kantari (2023–2024)
- Vincent Hognon

## Kader 2024/25
Stand: 7. Oktober 2024
| Nr. |                              | Position | Name              |
| --- | ---------------------------- | -------- | ----------------- |
| 1   | Frankreich                   | TW       | Jean Louchet      |
| 3   | Senegal                      | AB       | Souleymane Basse  |
| 5   | Frankreich                   | AB       | Jordan Poha       |
| 6   | Frankreich                   | AB       | Julien Masson     |
| 7   | Haiti                        | MF       | Carnejy Antoine   |
| 8   | Frankreich                   | MF       | Daouda Traoré     |
| 10  | Niederlande                  | ST       | Nick Venema       |
| 10  | Brasilien                    | ST       | Flamarion         |
| 11  | Kongo Demokratische Republik | ST       | Makabi Lilepo     |
| 12  | Mali                         | AB       | Bakaye Dibassy    |
| 13  | Kamerun                      | MF       | Jean-Éric Moursou |
| 14  | Frankreich                   | MF       | Sambou Sissoko    |

| Nr. |             | Position | Name               |
| --- | ----------- | -------- | ------------------ |
| 15  | Niederlande | MF       | Lucas Woudenberg   |
| 16  | Senegal     | TW       | Papa Demba Camara  |
| 17  | Algerien    | ST       | Aymen Boutoutaou   |
| 19  | Frankreich  | MF       | Lucas Buades       |
| 22  | Frankreich  | MF       | Rémy Boissier      |
| 22  | Marokko     | ST       | Yacin El Amri      |
| 26  | Frankreich  | ST       | Byani Mpata Lama   |
| 26  | Senegal     | ST       | Cheikh Diouf       |
| 27  | Nigeria     | ST       | Mathias Oyewusi    |
| 29  | Frankreich  | AB       | Joachim Kayi Sanda |
| 99  | Algerien    | ST       | Yassine Haouari    |

## Spieler
| - Johan Audel - Joseph Bonnel - Jorge Burruchaga - Florin Bratu - Bernard Chiarelli - Thadée Cisowski - Dominique Dropsy - Éric Hassli | - Ignace Kowalczyk - Ernest Libérati - Włodzimierz Lubański - Serge Masnaghetti - Roger Milla - Jean-Pierre Papin - Jean-Claude Piumi - David Régis | - Paul Sauvage - Steve Savidan - Didier Six - Édouard Stachowitz („Stako“) - Lucas Tousart - Dayot Upamecano - Boleslaw „Bolek“ Tempowski - Édouard Wawrzyniak („Waggi“) |